# Carl Kolb
Carl Kolb (* 1823; † 1889) war ein deutscher Übersetzer von literarischen Werken aus dem Englischen ins Deutsche. Bekanntheit erlangte er vor allem durch seine Übersetzungen von Werken von Charles Dickens und James Fenimore Cooper sowie der Autobiografie von John Stuart Mill. Seine Übersetzungen werden bis heute noch für Druckausgaben verwendet oder zugrunde gelegt.

## Übersetzungen (Auswahl)
- Charles Dickens: Sämtliche Werke, 24 Bände. Adolph Krabbe, Stuttgart 1841–1844.
- James Fenimore Cooper: Der Spion. Eine amerikanische Erzählung aus dem Jahre 1780. Hoffmann’sche Verlagsbuchhandlung, Stuttgart 1841.
- James Fenimore Cooper: Donna Mercedes von Castilien, oder die Entdeckung von Amerika. Hoffmann’sche Verlagsbuchhandlung, Stuttgart 1841.
- James Fenimore Cooper: Die Ansiedler an den Quellen des Susquhanna. Eine Zeitgeschichte. Hoffmann’sche Verlagsbuchhandlung, Stuttgart 1842.
- James Fenimore Cooper: Lucy Hardinge, oder Miles Wallingfords Abenteuer zu Land und zur See. Hoffmann’sche Verlagsbuchhandlung, Stuttgart 1845.
- James Fenimore Cooper: Die Heidenmauer. Eine Rheinsage. Hoffmann’sche Verlagsbuchhandlung, Stuttgart 1845.
- James Fenimore Cooper: Die Heimkehr, oder die Verfolgung Hoffmann’sche Verlagsbuchhandlung, Stuttgart 1845.
- James Fenimore Cooper: Eva Effingham oder die Heimath eine Fortsetzung „der Heimkehr“. Hoffmann’sche Verlagsbuchhandlung, Stuttgart 1846.
- James Fenimore Cooper: Ravensnest, oder die Rothhäute. Eine Erzählung. Hoffmann’sche Verlagsbuchhandlung, Stuttgart 1847.
- James Fenimore Cooper: Mark's Riff oder der Krater. Eine Erzählung. Hoffmann’sche Verlagsbuchhandlung, Stuttgart 1847.
- Carl Kolb (Hrsg.): John Stuart Mills Selbstbiographie. Meyer & Zeller, Stuttgart 1874.